# Айсвилль
«Айсвилль» — российский оригинальный мюзикл Евгения Загота и Константина Рубинского по мотивам пьесы А. Н. Островского «Снегурочка» в постановке Алексея Франдетти. Первый в России мюзикл, полностью исполняемый а капелла. 

## Сюжет
В центре остросюжетной детективной истории, пронизанной чёрным юмором, с сохранением событий из «Снегурочки» А. Островского, действий героев и их судьбоносных последствий, — гибельный любовный треугольник.
На маленький холодный остров Айсвилль присылают с материка инспектора полиции для расследования загадочной смерти Евы. Незнакомка прибыла в городок, где вечная зима, чтобы разыскать свою подругу, разрушив спокойную тихую жизнь его обитателей, и погибла при таинственных обстоятельствах. Теперь детективу предстоит выяснить как она погибла и кто стоит за гибелью девушки.

## Музыкальные номера
- «Показания» (Ева, Май, Лил, Бо и Бо, Зби, Мэр, Кву)
- «Бо-Бо» (Бо и Бо)
- «Ты не айс» (Лил)
- «Весь этот джаз» (Ева)
- «Белый купон» (Кву)
- «Приезд Мая» (Май, Кву, Ева, Лил)
- «Не смей» (Лил, Кву)
- «Жизнь засвечена» (Май)
- «Жалобы Кву» (Кву, Мэр, Май)
- «Лель мой» (Мэр)
- «Лишь месть» (Кву, Лил)
- «Растопить попробуй лёд» (Ева, Май)
- «Я не ты» (Лил)
- «Признание» (Лил, Май, Кву, Бо и Бо, Зби, Мэр)
- «Солнце всё-таки вышло» (Айсвилль)

## Действующие лица и исполнители
| Персонаж            | Исполнители                          |
| ------------------- | ------------------------------------ |
| Ева                 | Кристина Кузнецова                   |
| Лил                 | Дмитрий Воробьёв                     |
| Май                 | Александр Казьмин, Антон Авдеев      |
| Кву                 | Ульяна Голещихина, Евдокия Малевская |
| Бо и Бо             | Манана Гогитидзе                     |
| Мэр                 | Кирилл Гордеев                       |
| Инспектор           | Егор Матвеенко                       |
| Зби, помощница Мэра | Анна Тесс, Анжелика Рева             |
| Бру, брат Зби       | Александр Макаров                    |

Творческая команда:
- Композитор — Евгений Загот[14]
- Пьеса и стихи — Константин Рубинский[15][16]
- Режиссёр — Алексей Франдетти[17][18]
- Ассистент режиссёра — Антон Мошечков
- Художник-постановщик — Анастасия Пугашкина
- Художник по костюмам — Анастасия Пугашкина, Екатерина Гутковская
- Хореография — Светлана Хоружина
- Ассистент хореографа — Ульяна Голещихина
- Репетитор по вокалу — Елена Буланова
- Художник по свету — Иван Виноградов

## Дискография
30 марта 2025 года в Театре на Садовой состоялась презентация виниловой пластинки — музыкальной записи спектакля.

## Критика
Рецензенты и критики положительно отзываются о постановке, отметив оригинальность сюжета и идей: ««Айсвилль» — самый настоящий скандинавский триллер, поставленный в формате а капелла мюзикл» , «классическая сказка превращается в нечто среднее между антиутопией и скандинавским детективом» <…> «зрителю позволено проследить за историей от первого появления героини в гостинице Айсвилля и до момента, когда ее труп окажется в морге, в котором композиционным кольцом начинается и замыкается действие», «ледяной музыкальный аттракцион с потрясающим актёрским составом, сложными техническими решениями и виртуозной световой партитурой, которая создаёт на сцене особую реальность. Образные мелодии и новейшие техники работы со звуком в сумме с виртуозным владением голосом дают ошеломляющий результат». «Сюжет мюзикла является оригинальным, хоть если и рассматривать его детально можно увидеть черты «Снегурочки», отблески классических английских детективов и, конечно, налет скандинавского холода. Поистине великое зрелище — поистине единение искусства и человеческой души». «“Айсвилль” – это история не только о личном выборе, но и об осознанном лицемерии». «“Айсвилль“ – редчайший случай создания театрального напряжения при фабуле, обозримой сразу, как снежная равнина. Загот отправляет вокалистов по лабиринтам далёких тональностей и нечётных ритмов, постоянно сдвигает гармонию, присыпает унисоны диссонансами. Рубинский рисует морозные узоры, сплетая рифмы и аллитерации с ритмизованной прозой, примораживает фрагменты строф Островского друг к другу, смотрит, как нарастают сосульки бытовой речи на опасных карнизах поэзии», «спектакль позиционируется как некий парафраз на сказку Островского и, соответственно, оперу Римского-Корсакова в текст спектакля скупо, но значимо, как правило, со своими особыми смыслами вкраплены цитаты из «Снегурочки» двух русских классиков». «Спектакль, начавшийся как сказка и детектив — привет роману Агаты Кристи «Убийство в „Восточном экспрессе“»! — и продолжившийся как антиутопия, по ходу действия трансформировался в постановку-размышление на вечные темы — что есть любовь, нужен ли человеку друг, можно ли прожить без эмоций». «Пусть событийная линия сохраняется, мир Франдетти задает свою интерпретацию на известную пьесу: Ева выступает нежелательным солнцем в этой заснеженной антиутопии, пока весь окружающий мир погружается в холод настолько, насколько это возможно: «Здесь плакать нельзя. Слёзы замерзают мгновенно»» . «…“Айсвилль“ – открыто декларирует связь с остросюжетным психотриллером “Догвиль“ фон Триера, “отзеркаливая“ его на эмоционально-драматургическом уровне. Но при гиперсуггестии визуального плана музыка в новом мюзикле играет, к великому счастью, далеко не последнюю роль, заставляя слух интеллектуально напрягаться, выкручивая сознание хлесткостью и ледяной свежестью гармонических и ритмических оборотов, терпкостью и лихой полифоничностью вокальных ансамблей» . «“Айсвилль“ это сказочный, но от этого не менее мрачный детектив в условиях вечной зимы. Это высокопрофессиональные и сложные музыкальные номера, сплетающиеся в единую сеть с пластичной хореографией и виртуозной световой партитурой».
Большинство зрительской театральной аудитории положительно приняли мюзикл.

## Награды и фестивали
| Год  | Награда                      | Категория                                      | Номинант                     | Результат |
| ---- | ---------------------------- | ---------------------------------------------- | ---------------------------- | --------- |
| 2024 | «Музыкальное сердце театра»  | Лучший спектакль малой формы                   | Лучший спектакль малой формы | Победа    |
| 2024 | «Музыкальное сердце театра»  | Лучшее световое оформление (художник по свету) | Иван Виноградов              | Победа    |
| 2024 | «Музыкальное сердце театра»  | Лучший музыкальный руководитель                | Елена Буланова               | Победа    |
| 2024 | «Музыкальное сердце театра»  | Лучшая сценография (художник-сценограф)        | Анастасия Пугашкина          | Победа    |
| 2024 | «Музыкальное сердце театра»  | Лучшая оркестровка (аранжировщик)              | Евгений Загот                | Победа    |
| 2024 | «Музыкальное сердце театра»  | «Лучшая исполнительница главной роли           | Кристина Кузнецова (Ева)     | Номинация |
| 2024 | «Музыкальное сердце театра»  | Лучшая исполнительница роли второго плана      | Манана Гогитидзе (Бо и Бо)   | Победа    |
| 2024 | «Звезда театрала»            | Лучший музыкальный спектакль                   | Лучший музыкальный спектакль | Номинация |
| 2024 | Премия фестиваля мюзикла «Х» | Лучший мюзикл                                  | Лучший мюзикл                | Победа    |
| 2025 | «Золотая маска»              | Лучший мюзикл                                  | Лучший мюзикл                | Победа    |
| 2025 | «Золотая маска»              | Лучшая работа режиссёра                        | Алексей Франдетти            | Номинация |
| 2025 | «Золотая маска»              | Лучшая женская роль                            | Кристина Кузнецова (Ева)     | Номинация |
| 2025 | «Золотая маска»              | Лучшая роль второго плана                      | Евдокия Малевская (Кву)      | Победа    |
| 2025 | «Золотая маска»              | Лучшая роль второго плана                      | Дмитрий Воробьёв (Лил)       | Номинация |
| 2025 | «Золотая маска»              | Лучшая работа композитора                      | Евгений Загот                | Номинация |
| 2025 | «Золотая маска»              | Лучшая работа художника по свету               | Иван Виноградов              | Номинация |